# Стрельба на летних Олимпийских играх 1908 — подвижная мишень одиночными выстрелами среди команд
Соревнования по стрельбе по движущейся мишени одиночными выстрелами среди мужских команд на летних Олимпийских играх 1908 прошли 10 июля. Приняли участие две команды по четыре человека из разных стран.

## Призёры
| Золото                                                             | Серебро                                                                        | Бронза |
| Швеция Альфред Кнёппель · Эрнст Роселл · Альфред Сван · Оскар Сван | Великобритания Уолтер Элликотт · Уильям Лэйн-Джойнт · Чарльз Никс · Тед Ранкен | —      |

## Соревнование
| Место | Спортсмен          | Результат |
| ----- | ------------------ | --------- |
| 1     | Швеция             | 86        |
| 1     | Альфред Сван       | 26        |
| 1     | Альфред Кнёппель   | 22        |
| 1     | Оскар Сван         | 21        |
| 1     | Альфред Сван       | 17        |
| 2     | Великобритания     | 85        |
| 2     | Чарльз Никс        | 27        |
| 2     | Уильям Лэйн-Джойнт | 22        |
| 2     | Уолтер Элликотт    | 18        |
| 2     | Тед Ранкен         | 18        |